# جان آر. چمبلیز
جان آر. چمبلیز (انگلیسی: John R. Chambliss; ۲۳ ژانویهٔ ۱۸۳۳ – ۱۶ اوت ۱۸۶۴) فرد نظامی اهل ایالات متحده آمریکا بود.